# مایدریم
مایدریم (به انگلیسی: Meidrim) یک منطقهٔ مسکونی در بریتانیا است که در Carmarthenshire واقع شده‌است. مایدریم ۵۸۲ نفر جمعیت دارد.